# Енвије
Енвије (итал. Envie) је насеље у Италији у округу Кунео, региону Пијемонт.
Према процени из 2011. у насељу је живело 780 становника. Насеље се налази на надморској висини од 332 м.

## Становништво
| 1936. | 1951. | 1961. | 1971. | 1981. | 1991. | 2001. | 2011. |
| ----- | ----- | ----- | ----- | ----- | ----- | ----- | ----- |
| 2.238 | 2.275 | 1.937 | 1.841 | 1.793 | 1.795 | 1.890 | 2.057 |